# Xintian
För andra betydelser, se Xintian (olika betydelser).
Xintian, tidigare romaniserat Sintien, är ett härad som lyder under Yongzhous stad på prefekturnivå i Hunan-provinsen i södra Kina.